# Liste de faux anglicismes en français
 (mai 2020).
Si vous disposez d'ouvrages ou d'articles de référence ou si vous connaissez des sites web de qualité traitant du thème abordé ici, merci de compléter l'article en donnant les références utiles à sa vérifiabilité et en les liant à la section « Notes et références ».
Cet article présente une liste de faux anglicismes en français, ou pseudoanglicismes, ou encore franglismes, c'est-à-dire de mots semblant appartenir à la langue anglaise par leur orthographe ou leur prononciation, mais qui, en anglais, sont absents ou désignent autre chose. La plupart de ces faux emprunts à l'anglais se rencontrent exclusivement dans les pays francophones d'Europe

## Liste
- auto-stop, auto-stoppeur : hitchhiking, hitchhiker
- baba cool (hippie) : « baba » provient de l'hindi « bābā (« papa »), et « cool » de l'anglais (« calme »)[2] ;
- baby-foot (table football en anglais britannique, foosball ou table soccer en anglais américain) : contraction de « baby » (bébé) et « foot », lui même une abréviation de « football », en référence à la petite taille du jeu[3] ;
- ball-trap : clay-pigeon shooting (brit.), skeet shooting (amér.)
- baskets (chaussures) : trainers (brit.), sneakers (amér.)
- book : (career) portfolio
- box : modem-router, residential gateway (pour l'équipement télécom), set-top box (pour l'équipement télévisuel)
- break (voiture) : station wagon
- brushing : blow-dry
- camping : campsite (brit.), campground (amér.)
- camping-car : campervan, recreational vehicle, RV
- catch : professional wrestling
- chum (Québec) : boyfriend, [male] friend
- clapman : clapper loader[1]
- clip : music video
- cone beam ou cône beam : cone beam computed tomography,CBCT (imagerie volumétrique par faisceau conique)
- dancing (night-club) : abréviation de l’anglais « dancing-house »[4] ;
- dressing : walk-in closet
- drive : drive-through
- flipper (jeu) : pinball table
- goal (gardien de but, goal signifiant « but ») : goalkeeper
- footing (jog) : en anglais, « footing » désigne une position ou un point d'appui. Il a été adopté en français sous un sens dévié[5] ;
- (faire le) forcing : to put pressure
- jogging (vêtement) : tracksuit
- kick (Québec) : béguin, amourette (anglais : crush)
- lifting : facelift
- open space : open plan
- paperboard : flip chart
- parking : car park (ou parking lot aux États-Unis)
- peeling : exfoliation
- people : celebrities, celebs
- perchman : boom operator
- pin's : badge
- planning : schedule ou work plan
- playback : lip sync
- pom pom girl : female cheerleader
- pressing (nettoyage à sec) : dry cleaner
- pressing (action de faire pression, dans un contexte sportif) : pressure
- punching-ball : punching bag, ou punchbag (brit.) (en français, aussi « ballon de frappe »)
- puzzle : jigsaw puzzle
- recordman : record holder
- relooking : makeover
- rugbyman (rugby player) : dérivé de rugby sur le modèle de mots comme « caméraman » et « clergyman »[6] ;
- set de table : placemat
- shampooing (shampoo) : en anglais, « shampooing » est le nom verbal de « shampoo ». Il désigne l'action de laver la tête et non le liquide savonneux utilisé[7] ;
- slip : pants (brit.), briefs (amér.)
- smoking : tuxedo (amér.), dinner jacket (brit.)
- speakerine, speaker : announcer
- stripteaseur/euse : stripper
- surbooking : overbooking
- taximan : taxi driver[1]
- tennisman : tennis player
- talkie-walkie : walkie-talkie
- trail (course nature, trail signifiant « chemin/sentier ») : trail running
- tramway : tramway en anglais désigne la voie sur laquelle circule le tram (voir Tramway sur Wiktionary).
- travelling : travelling shot, tracking shot
- voix off : voiceover
- warnings : hazard lights ou warning lights[1]
- waters : toilets, bathroom (amér.)
- zapping : channel hopping (brit.) ou channel surfing (amér.)